# 柳 (桃型駆逐艦)
柳（やなぎ）は、大日本帝国海軍の駆逐艦で、桃型駆逐艦の4番艦である。同名艦に松型駆逐艦の「柳」があるため、こちらは「柳 (初代)」や「柳I」などと表記される。

## 艦歴
1916年（大正5年）10月21日、佐世保海軍工廠で起工。1917年（大正6年）2月24日午前10時5分進水、同年5月5日竣工。
第一次世界大戦では、1917年から1919年（大正8年）まで、地中海の海上護衛に従事した。1932年（昭和7年）、第一次上海事変において揚子江水域の作戦に参加した。
1940年（昭和15年）4月1日、除籍。その後、佐世保海兵団の練習船として使用。戦後解体、船体は北九州市若松区若松港の防波堤として使用（軍艦防波堤）。

## 艦長
※『日本海軍史』第9巻・第10巻の「将官履歴」及び『官報』に基づく。
艤装員長
- 緒方末記 少佐：1917年1月20日 - 3月15日
- （兼）岩崎本彦 少佐：1917年3月15日 -

駆逐艦長
- 岩崎本彦 少佐：1917年3月15日 - 1918年11月1日[9]
- 山本松四 少佐：1918年11月1日[9] - 1919年12月1日[10]
- 渡辺彝治 少佐：1919年12月1日[10] - 12月8日[11]
- （心得）松野省三 大尉：1919年12月8日[11] - 1920年6月1日
- 和田省三 少佐：1920年6月1日 - 1920年12月1日
- 加来博胤 少佐：1920年12月1日[12]  - 1921年12月1日[13]
- 高山忠三 少佐：1921年12月1日[13] - 1923年12月1日[14]
- 武田喜代吾 少佐：不詳 - 1926年2月1日[15]
- 津田源助 少佐：1926年2月1日[15] - 1928年2月10日[16]
- 江口松郎 少佐：1928年2月10日 - 1928年12月10日
- 橘正雄 大尉：1928年12月10日[17] - 1929年11月1日[18]
- 小西要人 大尉：1929年11月1日 - 1930年4月20日
- 大西敬一 少佐：1930年4月20日 - 1930年7月8日
- 萱場松次郎 少佐：1930年7月8日[19] - 1930年11月1日[20]
- 杉野修一 大尉：1930年11月1日[20] - 1932年11月15日[21]
- 柳川正男 大尉：1932年11月15日[21] - 1934年1月11日[22]
- （兼）橘雄次 少佐：1934年1月11日[22] - 1934年2月1日[23]
- （兼）近野信雄 少佐：1934年2月1日 - 1934年2月20日
- （兼）赤沢次寿雄 大尉：1934年2月20日 - 1934年7月25日
- （兼）小西要人 少佐：1934年7月25日 - 1934年11月15日
- （兼）岡林子郎 大尉：1934年11月15日[24] - 12月15日[25]